# Pop Iwan
Pop Iwan (ukr. Піп Іван, Pip Iwan) – trzeci co do wysokości (po Howerli i Brebeneskule) szczyt na południowo-wschodnim krańcu pasma Czarnohory – 2022 / 2019 m n.p.m. Od sąsiedniego Stogu, leżącego już w Górach Czywczyńskich oddzielony jest Przełęczą Szybeńską.

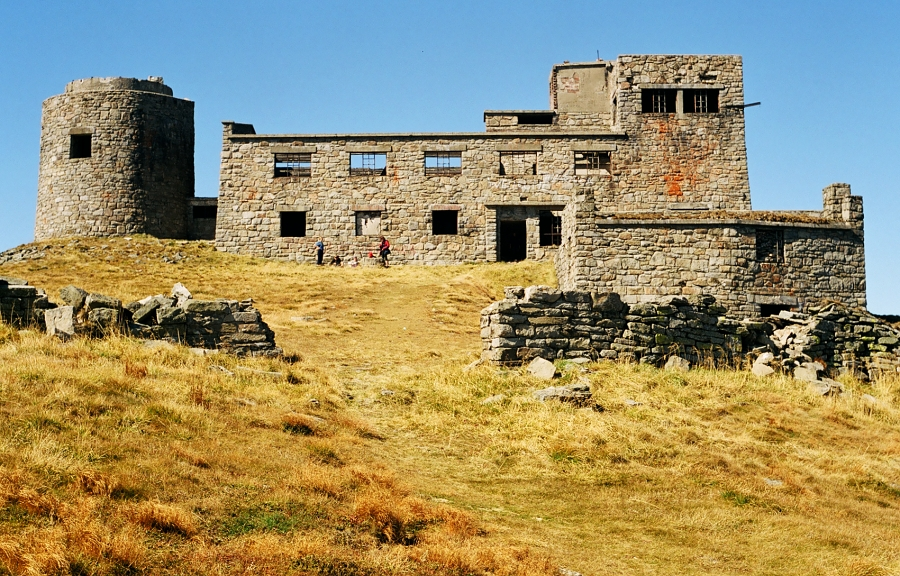
Biały Słoń – ruiny obserwatorium na szczycie Popa Iwana

W okresie międzywojennym przez szczyt przechodziła granica polsko-czechosłowacka.

## Obserwatorium astronomiczne na Pop Iwanie
Na szczycie Pop Iwana staraniem rządu Rzeczypospolitej zbudowano  w latach 1936–1938 Obserwatorium Astronomiczno-Meteorologiczne nazwane później potocznie „Białym Słoniem”. Na pięciu piętrach obserwatorium znajdowały się czterdzieści trzy pomieszczenia. Był tu obszerny hol, mieszkania personelu, jadalnia i świetlica, biuro, pokoje gościnne, a także pomieszczenia z nowoczesną radiostacją i instrumentami meteorologicznymi. Izolowane termicznie ściany miały metr grubości i były ocieplone impregnowanym korkiem oraz wyłożone od wewnątrz cegłą. W wieży z miedzianą kopułą umieszczono astrograf z lunetą i szukaczem.
Jego kierownikiem do 18 września 1939 był geograf i meteorolog oraz działacz turystyczny Władysław Midowicz, który ewakuując się na Węgry po agresji ZSRR na Polskę, zabrał ze sobą, zgodnie z instrukcją, najcenniejsze elementy wyposażenia obserwatorium. 19 września obserwatorium zajęły wojska sowieckie, a w grudniu tegoż roku oficjalnie przejął je w imieniu nauki radzieckiej profesor Aleksander Orłow, astronom. Od połowy 1940 funkcjonowała tu stacja meteorologiczna, w której od 10 września 1940 Sowieci prowadzili stałe obserwacje meteorologiczne. Od wiosny 1941 do czasu ataku Niemiec na ZSRR kierownikiem obiektu był Mychajło Karpowicz Korostarenko (1910–1988).
W czerwcu 1941 budynek zajęli Węgrzy, umieszczając w nim swoją placówkę graniczną. Po opuszczeniu przez nich budynku (zapewne jeszcze przed zimą tegoż roku) wyposażenie obiektu zostało rozszabrowane przez miejscową ludność. W marcu 1942 na Pop Iwana dotarł Kurt Walter, komisarz do spraw obserwatoriów astronomicznych w Generalnym Gubernatorstwie. Na jego wniosek zdemontowano i wywieziono z obserwatorium pozostałe jeszcze w nim części astrografu, a sam obiekt pozostawiono swojemu losowi.
Po wojnie środowiska astronomów ukraińskich i rosyjskich zaniechały odbudowy obiektu. Przez dziesięciolecia obserwatorium pozostawało w ruinie. Od 2012 roku pod egidą prezydentów Polski i Ukrainy trwają prace zmierzające do odbudowy budynku z przeznaczeniem na wielofunkcyjny obiekt, mający pomieścić schronisko turystyczne, stację meteorologiczną oraz bliżej niesprecyzowany ośrodek dydaktyczny.
16 września 2017 roku otwarto na szczycie Pop Iwana polsko-ukraińską stację ratownictwa górskiego, partnerem z polskiej strony jest GOPR.